# Ampelónas
Ampelónas är en ort i Grekland.   Den ligger i prefekturen Thesprotia och regionen Epirus, i den nordvästra delen av landet, 300 km nordväst om huvudstaden Aten. Ampelónas ligger 443 meter över havet och antalet invånare är 162.
Terrängen runt Ampelónas är kuperad åt sydväst, men åt nordost är den bergig. Runt Ampelónas är det glesbefolkat, med 12 invånare per kvadratkilometer. Närmaste större samhälle är Filiátes, 16,2 km söder om Ampelónas. I omgivningarna runt Ampelónas växer i huvudsak blandskog.